# 이마 베프
《이마 베프》(Irma Vep)는 1996년 개봉한 프랑스의 드라마 영화이다. 올리비에 아사야스가 감독과 각본을 맡았다. 루이 푀이야드 감독의 영화 《흡혈귀들》(Les Vampires)을 소재로 한 작품이다.

## 출연

### 주연
- 장만옥
- 장 피에르 레오

### 조연
- 나탈리 리차드
- 안토니 바슬러
- 나탈리 부테푸

## 기타
- 세트: 얀 리처드
- 의상: 프랑소와즈 끌라벨
- 배역: 피에르 암잘라그